# فرانسوا بيلو
فرانسوا بيلو هو مهندس وسياسي بلجيكي، ولد في 8 فبراير 1954 في Rochefort, Belgium ‏ في بلجيكا. نشط حزبياً في الحركة الإصلاحية ‏. وقد انتخب عضو مجلس الشيوخ البلجيكي ‏ وانتخب عضو مجلس النواب البلجيكي ‏.